# Toyota Comfort
Toyota Comfort – samochód osobowy klasy średniej produkowany od roku 1995 przez japońską firmę Toyota. Dostępny wyłącznie jako 4-drzwiowy sedan. Do napędu użyto benzynowych silników R4 o pojemności dwóch litrów oraz silnika Diesla R4 2.2. Moc przenoszona jest na oś tylną 5-biegową manualną bądź 4-biegową automatyczną skrzynię biegów. Samochód zdobył dużą popularność jako taksówka w Japonii, Singapurze (pod nazwą Crown), a zwłaszcza w Hongkongu.

## Galeria

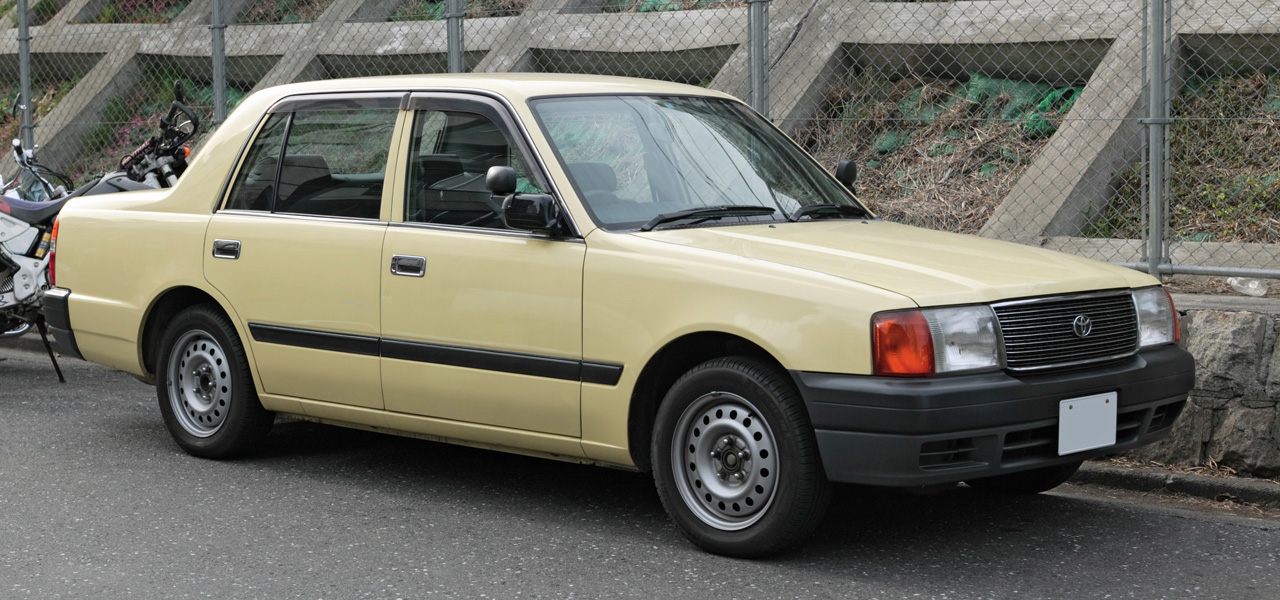
Comfort
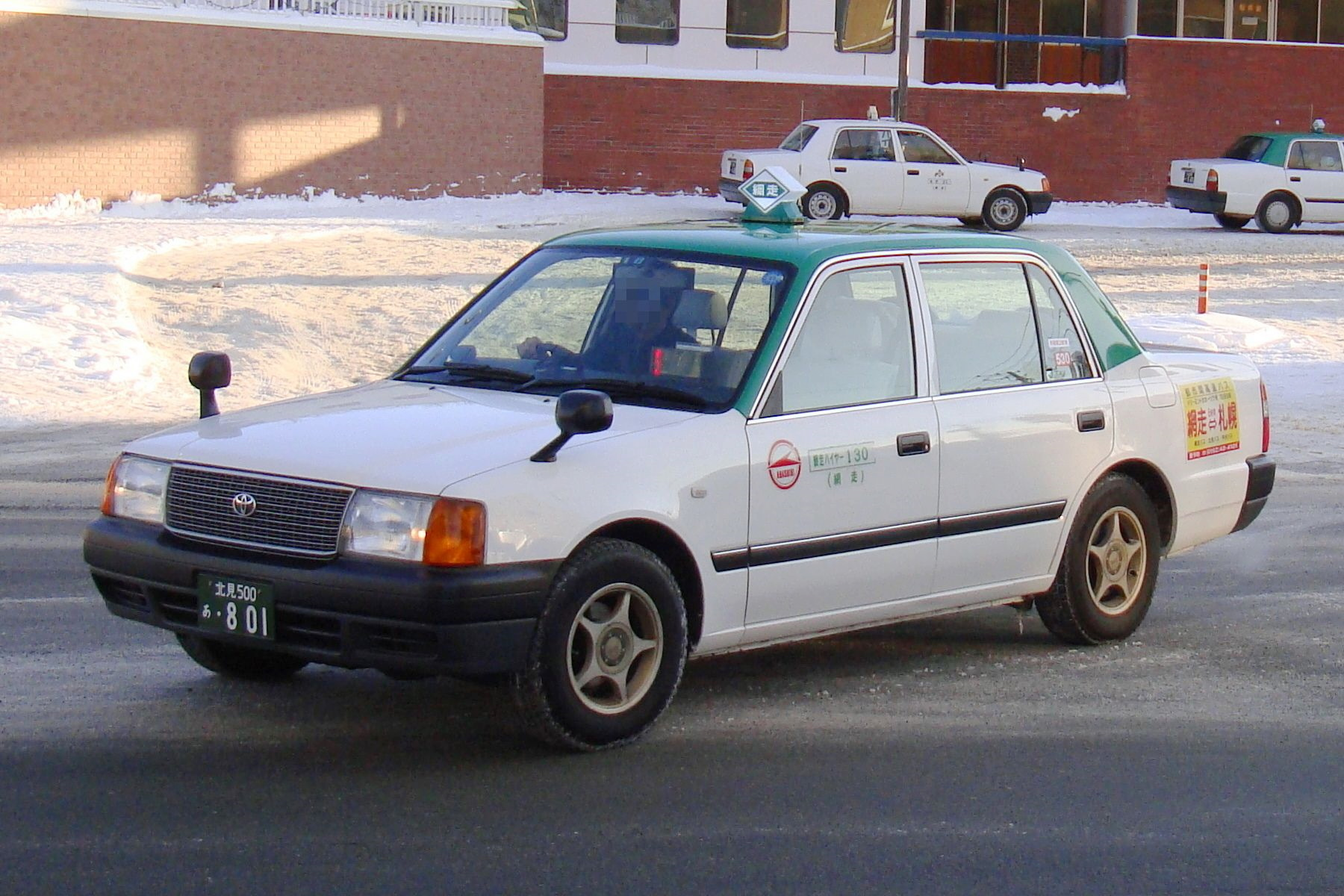
Comfort Taxi
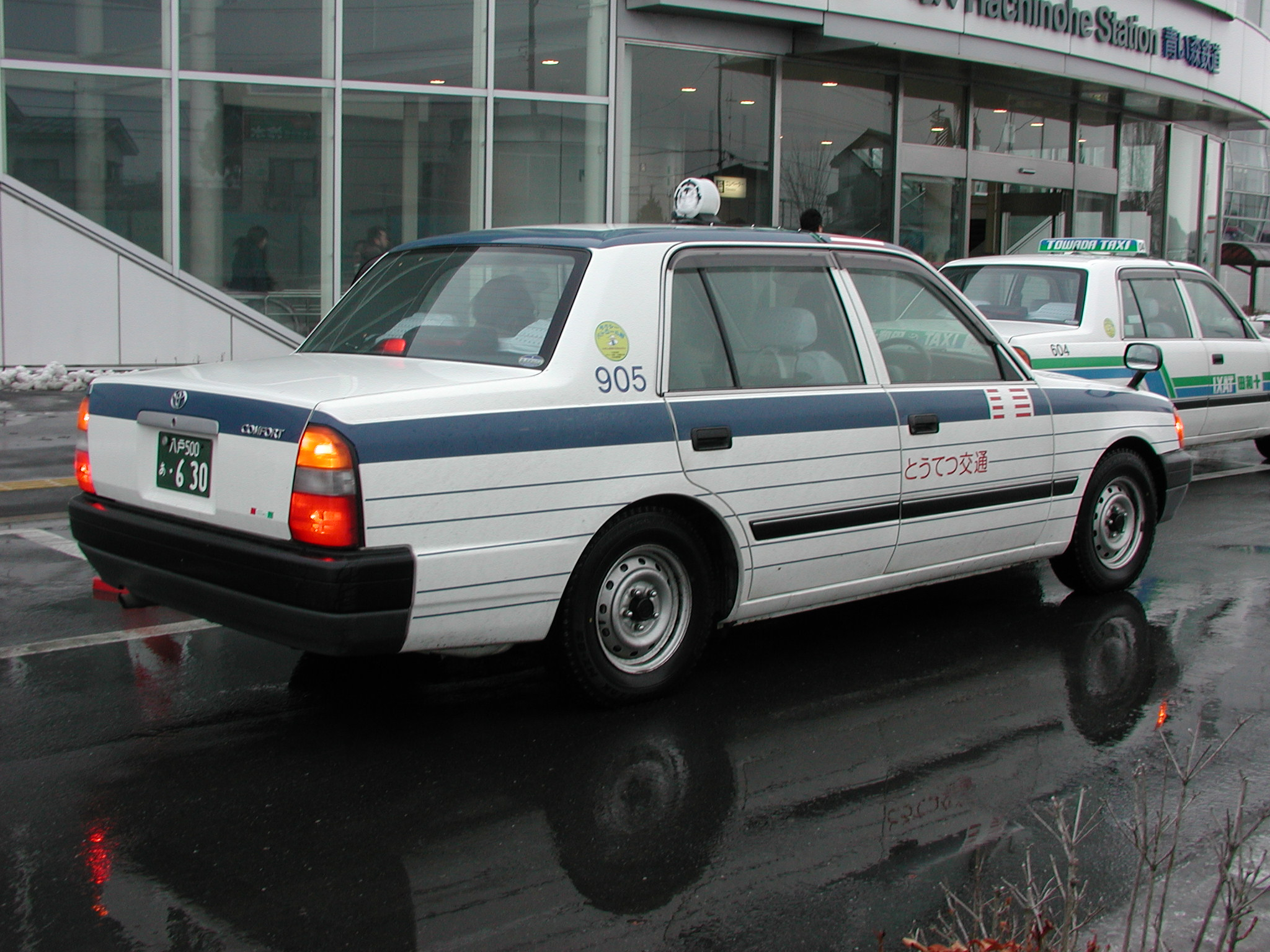
Comfort Taxi
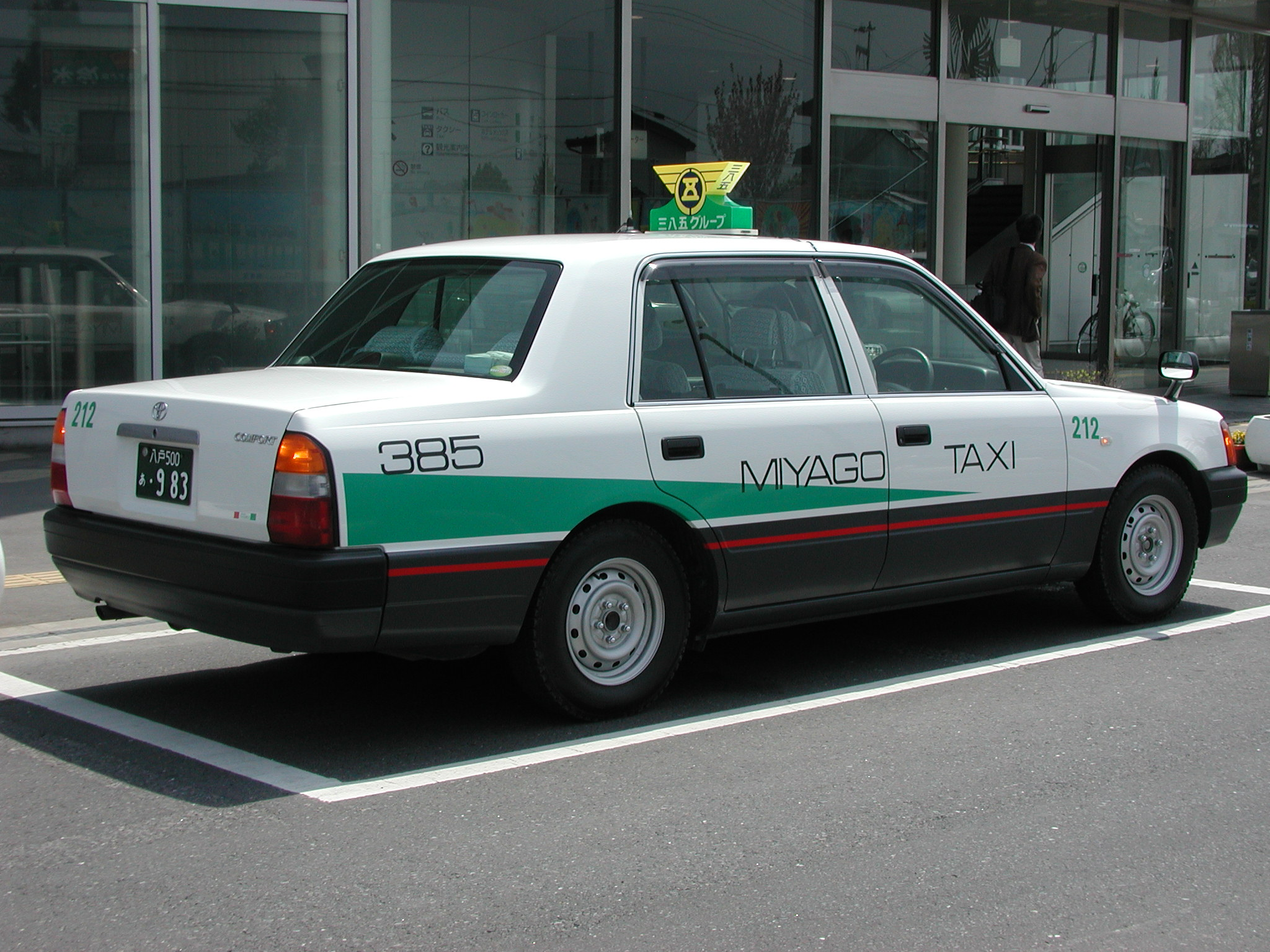
Comfort Taxi